# Château de Vaulogé
Le château de Vaulogé est un château situé à Fercé-sur-Sarthe, dans le département français de la Sarthe. Il bénéficie d'une inscription au titre des monuments historiques.

## Description
À l'entrée actuelle du domaine se trouve la chapelle Saint-Roch, des XVIe et XVIIe siècles, incluse dans les parties inscrites au titre des monuments historiques du château. Elle est restaurée en 1691 par René Deshayes. Aux XVIIIe et XIXe siècles, elle est un lieu important de prières pour sa protection contre les maladies contagieuses, et notamment la peste.

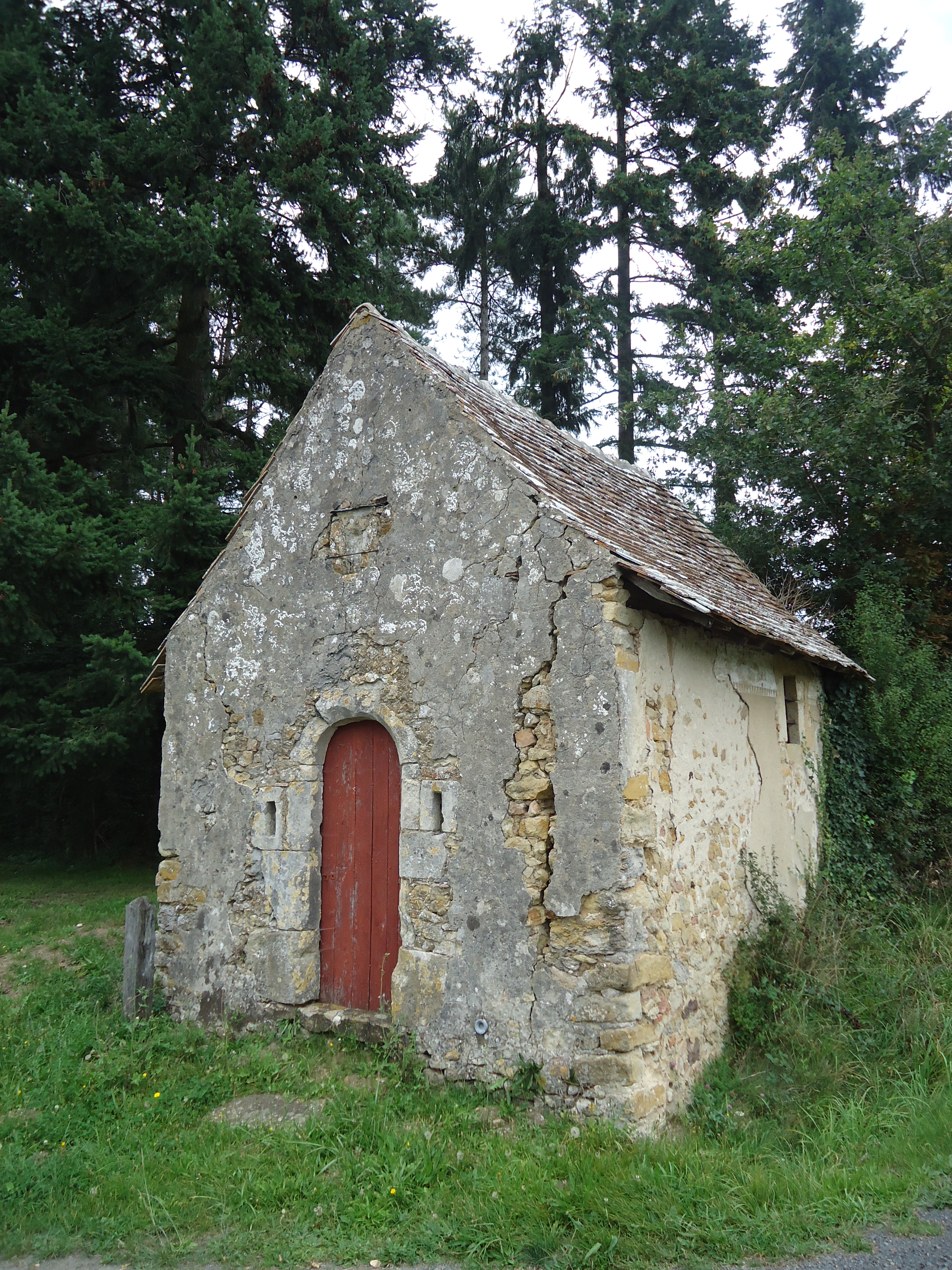
La chapelle Saint-Roch.

## Historique
L'édifice est inscrit au titre des monuments historiques le 23 juin 1992.